# MGF (Berlijn)
MGF is een historisch merk van motorfietsen.
De bedrijfsnaam was: Gesellschaft für Verbrennungsmotoren Mühlbauer & Co., Berlin-Friedenau, later Berlin-Steglitz.
Duits motormerk dat talrijke tweetaktmodellen met eigen 122-, 140-, 173- en 198cc-motoren produceerde. Daarnaast werden er ook dubbelzuigermotoren onder Bekamo-licentie gemaakt. De productie begon in 1925, hetzelfde jaar dat ruim 150 Duitse producenten van motorfietsen de productie beëndigden, en liep tot in 1931.